# Polacy w Islandii
Polacy w Islandii – zbiorowość Polaków w Islandii.
Liczba Polaków zainteresowanych krajem, jak i wyjeżdżających do pracy wzrosła po integracji Polski ze strukturami europejskimi (Islandia jest członkiem EOG) w 2004. Wielu Polaków opuściło wyspę po załamaniu gospodarki na przełomie 2008 i 2009 roku, gdy mieszkało tam 11 003 Polaków (oficjalne dane za 2009), czyli 3,45% ogółu ludności albo 45,13% wszystkich imigrantów.
Największe skupiska Polaków można znaleźć w Reykjavíku, Keflavíku i Hafnarfjörður. Duża grupa Polaków przebywa we wschodniej Islandii w okolicach miejscowości Reyðarfjörður, są to przeważnie osoby pracujące w przemyśle ciężkim (huta aluminium). Na Islandii mieszka oficjalnie 23 315 Polaków (2022), co stanowi 6% całej populacji wyspy (36% wszystkich imigrantów).
Liczba Polaków według miejscowości
- Reykjavík – 3033 na 118 814 (2,55%)
- Kópavogur – 845 na 31 205 (2,71%)
- Hafnarfjörður – 850 na 26 486 (3,21%)
- Reykjanesbær – 848 na 14 137 (6,00%)

Najwyższy odsetek
Tálknafjarðarhreppur – 34 na 276 (12,32%)
- Langanesbyggð – 55 na 512 (10,74%)
- Snæfellsbær – 186 na 1737 (10,71%)

W lipcu 2012 ukazała się pierwsza w historii Islandii książka wydana po polsku autorstwa Janiny Ryszardy Szymkiewicz. Jest to fabularyzowany przewodnik wydany przez islandzkie wydawnictwo ARISA, opracowany w Polsce przez firmę edytorską Studio Editorial.
Dla Polaków, wiernych kościoła rzymskokatolickiego odbywają się w kościołach kilku miast msze w języku polskim. W języku polskim odbywają się również spotkania religijne innych wyznań (m.in. Świadków Jehowy w Reykjavíku).